# Johan Vásquez
Johan Felipe Vásquez Ibarra (Navojoa, 1998. október 22. –) a mexikói válogatott olimpiai bronzérmes labdarúgója, aki 2022 óta az olasz Cremonesében játszik középpályásként.

## Pályafutása

### Klubcsapatokban
A Sonora államban született Vásquez 2015-ben ugyan még a Tigres de la UANL U17-es csapatában szerepelt, de 2016-ban hazatért Sonorába, ahol a Cimarrones de Sonora játékosa lett. Velük a másodosztályú bajnokságban is szerepelt, majd 2018. október 6-án, immár a CF Monterrey színeiben az első osztályban is bemutatkozott (méghozzá egy Cruz Azul elleni összecsapáson). A Monterreyjel a 2019-es Apertura szezonban bajnoki címet is szerzett. Ezek után volt még a mexikóvárosi Club Universidad Nacional (Pumas) labdarúgója is, majd 2021-ben Olaszországba, a Genoához került, akik 2022-ben kölcsönadták a szintén olasz élvonalbeli Cremonesének.

### A válogatottban
A felnőtt válogatottban először nem sokkal 21. születésnapja előtt, 2019. október 2-án, egy Trinidad és Tobago elleni barátságos mérkőzésen lépett pályára, de ezek után nem vált rendszeres kerettaggá, csak időnként kapott lehetőséget a válogatottban, például világbajnoki selejtezőkön. Tagja volt viszont a 2020-ban a tokiói olimpián bronzérmet nyert válogatottnak, 2022-ben pedig beválogatták a világbajnokságon szereplő mexikói keretbe is.

#### Mérkőzései a válogatottban
| Mexikó | Mexikó             | Mexikó                                         | Mexikó           | Mexikó   | Mexikó             | Mexikó       | Mexikó | Mexikó  |
| #      | Dátum              | Helyszín                                       | Hazai            | Eredmény | Vendég             | Kiírás       | Gólok  | Esemény |
| ------ | ------------------ | ---------------------------------------------- | ---------------- | -------- | ------------------ | ------------ | ------ | ------- |
| 1.     | 2019. október 2.   | Toluca de Lerdo, Estadio Nemesio Díez          | Mexikó           | 2 – 0    | Trinidad és Tobago | barátságos   | 0      | 63'     |
| 2.     | 2021. június 30.   | Nashville, Nissan Stadion                      | Mexikó           | 3 – 0    | Panama             | barátságos   | 0      |         |
| 3.     | 2021. november 12. | Cincinnati, TQL Stadium                        | Egyesült Államok | 2 – 0    | Mexikó             | vb-selejtező | 0      |         |
| 4.     | 2021. november 16. | Edmonton, Nemzetközösségi Stadion              | Kanada           | 2 – 1    | Mexikó             | vb-selejtező | 0      |         |
| 5.     | 2022. március 24.  | Mexikóváros, Estadio Azteca                    | Mexikó           | 0 – 0    | Egyesült Államok   | vb-selejtező | 0      |         |
| 6.     | 2022. március 27.  | San Pedro Sula, Estadio Olímpico Metropolitano | Honduras         | 0 – 1    | Mexikó             | vb-selejtező | 0      |         |
| 7.     | 2022. november 16. | Gerona, Estadio Montilivi                      | Mexikó           | 1 – 2    | Svédország         | barátságos   | 0      | 62'     |
|        | Összesen           |                                                |                  | 7        | mérkőzés           |              | 0      | gól     |